# Schizostachyum cuspidatum
Schizostachyum cuspidatum är en gräsart som beskrevs av Elizabeth A. Widjaja. Schizostachyum cuspidatum ingår i släktet Schizostachyum och familjen gräs. Inga underarter finns listade i Catalogue of Life.